# スペースインベーダー (映画)
『スペースインベーダー』（原題: Invaders from Mars）は、1986年のアメリカ映画。トビー・フーパー監督。1953年のSF映画『惑星アドベンチャー スペース・モンスター襲来!』のリメイク。

## ストーリー
NASAの研究者を父に持つ少年デヴィッド・ガードナーはある日の夜中、家の側にある小高い丘、コパーヒルの向こうに巨大なUFOが着陸するのを目撃する。驚いたデヴィッドは父のジョージと母のエレンにこのことを告げるが、真面目に聞いてはくれない。必死の説得でようやく次の日の朝、父にその現場を調べに行って貰うことになるが、戻ってきた父を見たデヴィッドは父の様子がおかしいことに気付く。父の首の後ろには妙な傷があった。
それから奇妙な出来事は続く。その日デヴィッドと母のエレンは父ジョージが夜遅くになってもなかなか帰ってこないので、二人の警官を呼び、ジョージが行きそうな場所として心当たりのあるコパーヒルを調査してもらうが、そんな中父ジョージが同僚を連れて帰ってきて、何事もなかったとうそぶいた。一方戻ってきた警官らは「何もなかった」と言うが、前と少し様子が変わっていた。その日の夜中、デヴィッドは父が母を連れて例のコパーヒルへ向かう姿を目撃する。その翌日、父と同様に母も様子がおかしくなっていた。
学校でも異変があった。デヴィッドは、自身の苦手なマケルチ先生が昨日家に来た警官の一人と話している姿を目撃する。不審に思ったデヴィッドはマケルチ先生の行動を見守っていると、彼女がカエルを食べる姿を目撃する。驚いたデヴィッドはリンダ先生に助けを求め、一旦匿ってもらう。さらにクラスメイトのヘザーにも同じように首の後ろに傷があり、デヴィッドのことを探していた。咄嗟にデヴィッドが逃げ込んだのは、何とマケルチ先生の車だった。マケルチ先生はデヴィッドが乗っているとは知らずに、車を走らせる。そして辿り着いたのは洞穴のある場所だった。
デヴィッドがマケルチ先生の後を付けると、彼女は異星人の命令を受けて地球征服に荷担していたのだ。それを見ていたデヴィッドはマケルチ先生に発見され、命辛々逃れてくる。再びリンダ先生にわけを説明して助けてもらおうとするが、初めは信じてもらえなかったが、学校の地下で昨日の警官二人に出くわし、その後異星人の掘削機を見たことでようやく信じてもらう。デヴィッドはウィルソン将軍率いる海兵隊に助けを求め、異星人への反撃を開始する。

## キャスト
| 役名                   | 俳優                           | 日本語吹替                                                       |
| 役名                   | 俳優                           | フジテレビ版                                                     |
| ---------------------- | ------------------------------ | ---------------------------------------------------------------- |
| デヴィッド・ガードナー | ハンター・カーソン             | 浪川大輔                                                         |
| リンダ・マグナッソン   | カレン・ブラック               | 弥永和子                                                         |
| ジョージ・ガードナー   | ティモシー・ボトムズ           | 富山敬                                                           |
| エレン・ガードナー     | ラレイン・ニューマン           | 宗形智子                                                         |
| マケルチ先生           | ルイーズ・フレッチャー         | 寺島信子                                                         |
| ウィルソン将軍         | ジェームズ・カレン             | 小林清志                                                         |
| リノルディ軍曹         | エリック・ピアポイント         | 納谷六朗                                                         |
| カーチス大尉           | クリストファー・オールポート   | 玄田哲章                                                         |
| ウォーカー伍長         | デブラ・バーガー               | 深見梨加                                                         |
| 警察署長               | ジミー・ハント                 | 村松康雄                                                         |
| スカッド・リーダー     | デイル・ダイ                   | 辻村真人                                                         |
| マーク・ワインスタイン | バッド・コート                 | 鈴木勝美                                                         |
| NASAの科学者（年輩）   | ドナルド・ホットン             | 北村弘一                                                         |
| NASAの科学者           | ウィリアム・バセット           |                                                                  |
| ヘザー                 | ヴァージニア・キーン           |                                                                  |
| ヘザーの父親           | ウィリアム・フランクファーザー |                                                                  |
| ケヴィン               | クリス・ヘバート               |                                                                  |
| その他                 |                                | 渕崎ゆり子 鈴木清信 小室正幸 吉村よう 菅原淳一 合野琢真 松尾貴司 |
|                        |                                |                                                                  |
| 演出                   |                                | 藤山房伸                                                         |
| 翻訳                   |                                | 宇津木道子                                                       |
| 効果                   |                                | 南部満治 大橋勝次 河合直                                         |
| 解説                   |                                | 高島忠夫                                                         |
| 制作                   |                                | ザック・プロモーション                                           |
| 初回放送               |                                | 1988年5月21日 『ゴールデン洋画劇場』                             |

- 日本語吹替はスティングレイより2018年8月31日発売のBlu-rayに収録されている

## スタッフ
- 監督：トビー・フーパー
- 製作：メナヘム・ゴーラン、ヨーラム・グローバス
- 原案：リチャード・ブレイク
- 脚本：ダン・オバノン、ドン・ジャコビー
- 撮影：ダニエル・パール
- 特撮：ジョン・ダイクストラ
- キャラクターデザイン：スタン・ウィンストン
- プロダクションデザイン：レスリー・ディリー
- 編集：アラン・ジャクボヴィッツ
- 音楽：クリストファー・ヤング、シルヴェスター・リーヴァイ、デヴィッド・ストーズ